# Jingpo

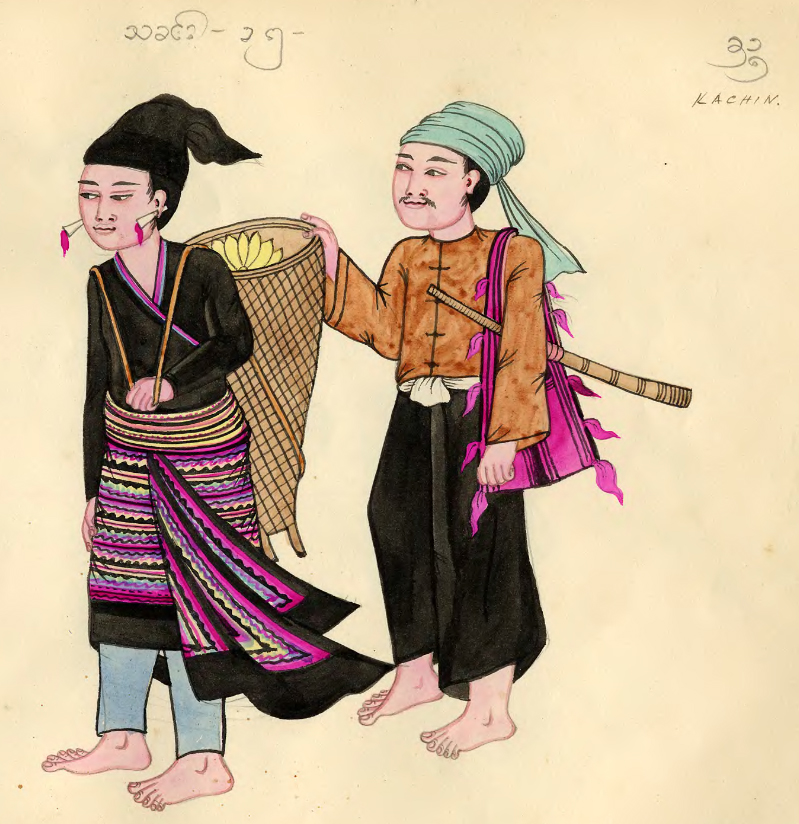
Un couple de Kachins, illustration d'un manuscrit birman, vers 1900

Le peuple Jingpo, Kachin ou Katchin (orthographe vieillie adoptée par les MEP, en chinois : 景颇族 pinyin : Jǐngpōzú; ou Tsaiva ou Lechi), est un groupe ethnique vivant principalement dans le nord de la Birmanie (État kachin). Leur population est estimée à 450 000 personnes.
Ils forment un des 56 groupes ethniques officiellement reconnues par la Chine, avec 132 143 représentants recensés en Chine en 2000.
Ils sont proches d’un peuple en Inde appelé Singpho.

## En Birmanie
Les Kachins représentent 0,7 % de la population birmane. Ils sont majoritairement chrétiens (baptistes et catholiques) mais sont également bouddhistes ou polythéistes. Leur organisation militaire, la Kachin Independence Army (KIA), créée en 1961 après le coup d'état du général Ne Win pour lutter contre le pouvoir central, a conclu un cessez-le-feu avec celui-ci en 1994. Celui-ci a été rompu de facto en 2010 et les combats ont repris en 2011 autour des sites des projets hydroélectriques de la région (barrage de Myitsone).

## En Chine

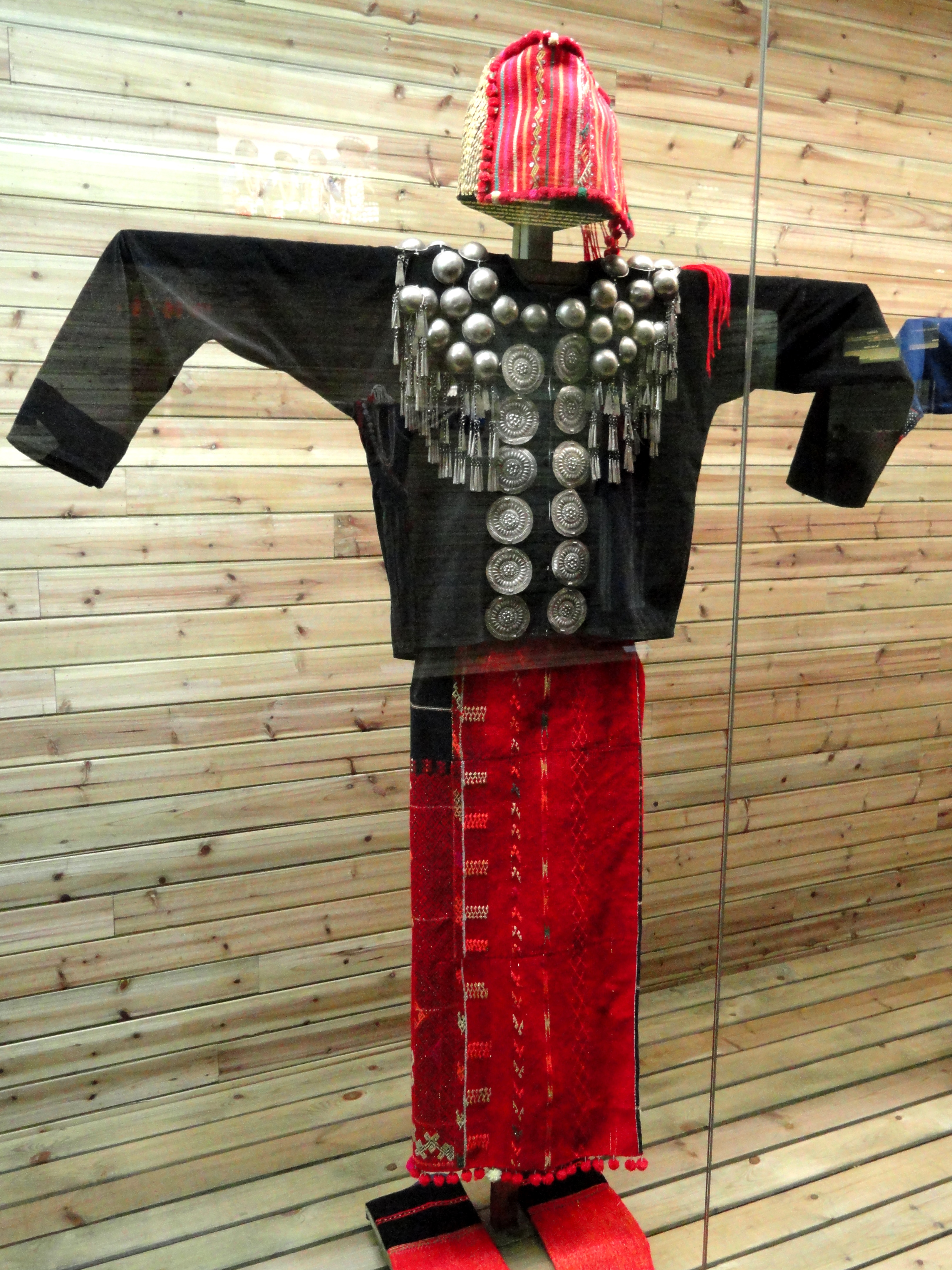
Vêtement féminin traditionnel, Musée des nationalités du Yunnan, Kunming.

Les Jingpo vivent principalement dans la préfecture autonome dai et jingpo de Dehong, dans la province du Yunnan, avec les minorités De'ang, Lisu, Achang et les Han. On en trouve quelques-uns dans la préfecture autonome lisu de Nujiang.
Les Jingpos habitent principalement des montagnes couvertes de forêts autour de 1 500 mètres d'altitude, là où le climat est chaud. De nombreux chemins relient les villages Jingpo qui sont faits de maisons à deux étages en bambou au sein de forêts denses et de bosquets de bambou.
La zone est riche en bois rares et herbes médicinales. Parmi les cultures principales, on trouve le caoutchouc, le thé, le café, et le coton. Les ressources minérales locales sont le fer, le cuivre le plomb, l’or, l’argent et les pierres précieuses. Dans les forêts de la région on trouve des tigres, des léopards, des ours, des pythons, des faisans et des perroquets.

## Histoire
Selon les légendes locales et les archives, les ancêtres des Jingpo habitaient dans la partie méridionale de la région autonome du Tibet (plateau tibétain). Ils ont émigré progressivement vers le sud dans la partie nord ouest du Yunnan, à l’ouest de la rivière Nujiang.
Pendant la dynastie Yuan, la cour impériale établit un bureau provincial administratif dans le Yunnan qui supervisait la zone de Xunchuan. Avec le développement, divers groupes Jingpo fusionnèrent en deux grandes alliances tribales : les Chashan et les Lima. Elles étaient dirigées par des nobles héréditaires appelés «shanguan». Les hommes libres et les esclaves formaient deux autres classes. Dépourvus de toute liberté, les esclaves portaient le nom de leurs maîtres et faisaient un travail forcé.
Durant la première partie du XVe siècle, la dynastie Ming, qui institua un système de nomination de chef héréditaire local dans les zones de minorité, mis en place des bureaux administratifs et nomma des nobles Jingpo comme administrateurs. Durant la dynastie Qing les zones habitées par les Jingpos furent placées sous la juridiction de préfectures et districts organisés par la cour Qing.
Au commencement du XVIe siècle de nombreux Jingpo se déplacèrent dans la zone de Dehong. Sous l’influence des Han et des Dai qui avaient des techniques plus avancées, les Jingpos commencèrent à utiliser des outils en acier comme la charrue et plus tard apprirent à cultiver le riz en paddy. Cette évolution s’accompagna d’une transition vers un régime féodal. Les esclaves se révoltèrent et s’enfuirent. L’esclavagisme disparut au XIXe siècle.
La notion de zomia permet de mieux appréhender une partie des conflits, pré-coloniaux, coloniaux et post-coloniaux, d'antagonismes et de complémentarités entre des zones (basses terres) sous contrôle gouvernemental à économie de riziculture irriguée et zones (hautes terres) hors contrôle gouvernemental : Zomia (2009).

## Culture et mode de vie

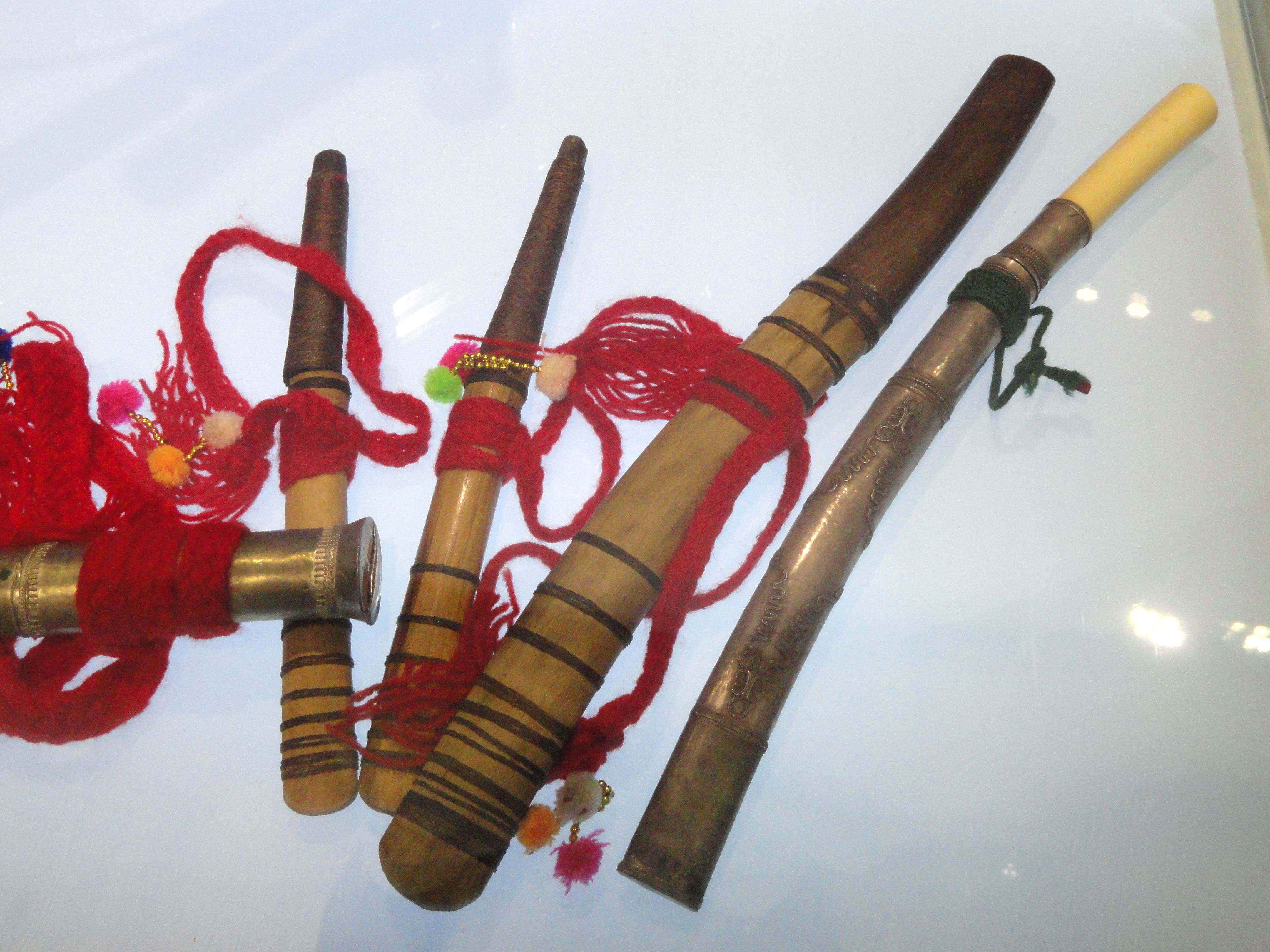
Épées traditionnelles, Musée provincial du Yunnan.

L’unité de base de la société Jingpo était composée du mari et de sa femme. Quelques «shanguans» pratiquaient la polygamie. La famille était dirigée par le père. Une famille avec seulement des filles pouvait avoir un gendre qui vivait avec elle, mais le gendre ne changeait pas de nom et ses enfants prenaient son nom au lieu de celui de son beau-père. Une famille sans enfant pouvait adopter un fils, qui était obligé de nourrir ses parents adoptifs mais qui pouvait hériter de leur propriété. Les personnes âgées sans enfant étaient prises en charge par leurs parents. Le système d’héritage parmi les Jingpo favorisait le plus jeune fils. Alors que le fils aîné formait une famille, le puîné s’occupait de ses parents et héritait de la plus grande partie de la propriété. Le puîné avait définitivement un statut supérieur à celui de ses frères. Le statut de la femme dans la société Jingpo était un statut inférieur.
Les Jingpo pratiquaient un système de mariage mixte hiérarchique, c’est-à-dire des mariages entre des familles «shanguans» et entre des familles de paysans. Alors que les jeunes pouvaient librement rencontrer des gens, leur mariage, impliquant souvent des cadeaux de fiançailles, était arrangé par leurs parents. L’enlèvement des épouses était fréquent. Lorsque les gens mouraient ils étaient enterrés, hormis ceux qui mouraient pour des causes non naturelles et qui étaient alors incinérés.
Le peuple Jingpo vivait dans des maisons de bambou et de bois à l’exception de quelques «shanguans» ou chefs qui avaient des maisons en briques et tuiles. Leurs maisonnettes de forme oblongue avaient deux étages. Le rez-de-chaussée, environ un mètre au-dessus du sol, permettait de garder les animaux, tandis qu’au premier étage, divisé en quatre à dix pièces avec des murs de bambou, vivait la famille. Tous les sept ou huit ans les maisonnettes devaient être reconstruites. La reconstruction se faisait avec l’aide des villageois en plusieurs jours.
Le riz est la nourriture de base, bien que le maïs soit important dans certains endroits. Les légumes, les haricots et les pommes de terre sont cultivées dans les jardins Jingpos. Les Jingpos ramassent aussi des herbes sauvages et des fruits comme aliments.

## Religion
Bien qu’il existe quelques groupes chrétiens et bouddhistes, la majorité des Jingpo est polythéiste. Ils adorent différents dieux ainsi que l’esprit des ancêtres.
Ils croient que les esprits sont partout, de la terre aux animaux et qu’ils communiquent la bonne ou mauvaise fortune aux hommes. Pour les Jingpo, toutes les créatures vivantes ont une âme. Ils font des rituels pour se protéger de toutes les activités quotidiennes, des récoltes à la guerre.

## Langues
Les personnes recensées sous la nationalité Jingpo en Chine parlent au moins deux langues différentes, le Jinghpo et le Tsaiva.
Une analyse des contes traditionnels Kachin permet d'en connaitre davantage sur ce peuple.

### Jinghpo
Le jinghpo est parlé par 900 000 locuteurs en Birmanie et par 40 000 locuteurs en Chine. Il est classé comme langue sino-tibétaine, appartenant à la sous-famille jinghpo-bodo-konyak. Les locuteurs de Jinghpo sont compris par les locuteurs de Tsaiva.

### Tsaiva
Le tsaiva (aussi épelé tsaiwa ; atsi en Jinghpo ; chinois simplifié : 载瓦语 ; pinyin : zǎiwǎyǔ ; zi en birman) est parlé par 80 000 locuteurs en Chine et environ 30 000 locuteurs au Myanmar. Il est classé comme langue sino-tibétaine, appartenant à la sous-famille des langues tibéto-birmanes. Après l’établissement de la république populaire de Chine, un langage écrit basé sur le dialecte du village de Longzhun (district de Xishan[Lequel ?] dans le district de Luxi) et utilisant un alphabet latin a été créé et introduit officiellement en 1957.

### Discographie
- (en) Laurent Jeanneau et Shi Tanding, collecteurs, Jingpaw Shaman Yunnan China, Kink Gong, Dali, 2011, 50 min (CD)

### Filmographie
- (en) The Jingpo : the Chinese historical ethnographic film series, 1957-1966, film de Karsten Krüger, IWF Wissen und Medien gGmbH, Göttingen, 2007, 48 min (DVD), tourné dans la province du Yunnan entre, 1960 et 1962)